# 何苗
何 苗（か びょう、? - 189年）は、中国後漢末期の軍人。字は叔達。本姓は朱。父の名は不明。異父妹は何皇后。何進とは血が繋がっていない。また、何晏の祖父とする説もある。

## 生涯
かつては何進と共に南陽で屠殺業を営んでいたとされるが、異父妹が霊帝の寵愛を受けて、皇子を産んで皇后になると、何進と共に官僚となり、河南尹に任命された。
中平四年（187年）、滎陽で賊が起って郡県を荒らしまわり、中牟県令が殺された。詔勅により何苗は出撃してこれを打ち破り、平定して帰還した。その功績で、車騎将軍に累進し済陽侯に封じられた。
霊帝が崩御し何皇后が生んだ少帝が即位すると、後漢の内政上の障害となっていた宦官の存廃を巡り、政争が発生した。当時、何進らが宦官の除去を求め妹の皇太后にその旨奏上するなどしていたが、何苗は異父妹の皇太后と組んで何進と対立し、漢朝の伝統であると主張して宦官を擁護した。
その結果、189年8月に何進らが宦官の十常侍らに殺害されてしまったため、一連の経緯から呉匡ら何進の幕僚に恨まれることとなった。呉匡が元何進配下の兵に「何進将軍を殺害したのは何苗である。その復讐をするものはおらぬか」と言うと、兵たちは涙を流して彼に従った。かくして何苗は呉匡と董旻に殺害された。
墓はその後上洛した董卓によって暴かれて、また遺体も引き出されてばらばらにされている。

## 参考書籍
- 『後漢書』巻69列伝59何進伝